# Natsu Miyashita
Natsu Miyashita (japanisch 宮下奈都 Miyashita Natsu; * 1967 in Fukui) ist eine japanische Schriftstellerin.

## Leben
Miyashita interessierte sich schon früh für Literatur, las viel und schrieb als Schülerin auch gern. Sie graduierte von der Oberschule der Präfektur Fukui und studierte anschließend in Tokio an der Sophia-Universität Philosophie. Nachdem sie 1989 ihr Studium abgeschlossen hatte, heiratete sie und kehrte an ihren Heimatort zurück. Sie bekam drei Kinder und fing während ihrer dritten Schwangerschaft an, erste Texte zur Veröffentlichung zu schreiben. Ein einjähriger Aufenthalt in dem kleinen Bergdorf Tomuraushi in den Daisetsu-Bergen Hokkaidōs, im Norden Japans, inspirierte sie zu zwei ihrer Bücher: Der Klang der Wälder und Spielplatz der Götter.

## Werk und Auszeichnungen
Miyashitas erster Roman Leiser Regen wurde vom Bungakukai als Autorendebüt prämiert und erhielt 2004 den sogenannten Neulingspreis. Beim Großen Preis der Buchhändler errang sie mit ihrem Buch Jemand fehlt 2012 den siebten Platz. Am bekanntesten wurde ihr Roman Der Klang der Wälder, der in sieben Sprachen übersetzt wurde und 2016 den ersten Platz beim Großen Preis der Buchhändler erhielt. Dieser einfühlsame Roman, in dem ein junger Mann aus Hokkaidō zum Klavierstimmer ausgebildet wird und seinen Platz im Leben sucht, wurde allein in Japan mit über einer Million verkaufter Bücher ein Bestseller. 2018 wurde er von Kojiro Hashimoto verfilmt. Der Klang der Wälder erfreute sich außerhalb Japans eines zumeist positiven Echos. Er habe eine „bildgebende Sprache“ und man bekomme beim Lesen „sofort Bilder im Kopf“, kommentierte Martina Bollinger in einem Beitrag des Hessischen Rundfunks.

## Buchveröffentlichungen
- 2004 Shizuka na ame (静かな雨), Leiser Regen, Roman, veröffentlicht 2016
- 2009 Sukōre No. 4 (スコーレNo.4)
- 2011 Dare ka ga tarinai (誰かが足りない), Jemand fehlt, Erzählungen
- 2013 Taiyō no pasuta, mame no sūpu (太陽のパスタ、豆のスープ), Sonnen-Pasta, Bohnensuppe, Roman
- 2015 Hitsuji to hagane no mori (羊と鋼の森), Roman
  - Der Klang der Wälder, aus dem Japanischen von Sabine Mangold, Insel Verlag, Berlin 2021, ISBN 978-3-458-17900-9.
- 2017 Kamisama-tachi no asobu niwa (神さまたちの遊ぶ庭), Roman
  - Der Spielplatz der Götter, aus dem Japanischen von Katja Busson, Cass-Verlag, Bad Berka und Löhne 2019, ISBN 978-3-944751-21-4.